# Zeitermittlung
Zeitermittlung ist im Arbeitsstudium nach REFA der Oberbegriff über die Methoden zur Ermittlung von Zeiten für Ablaufabschnitte oder Arbeitsvorgänge. 

## Allgemeines
Die Zeitermittlung erfolgt für die Berechnung von Vorgabezeiten des Arbeitnehmers, Belegungszeiten der Betriebsmittel (siehe  Maschinenbelegungsplanung), Bewertungszeit für Werkstoffe sowie der Auftragszeit im Rahmen der Arbeitsvorbereitung.

## Inhalt
Hierbei wird in „Istzeiten erfassen“ und „Sollzeiten bestimmen“ unterschieden. Istzeiten sind dabei tatsächlich von Arbeitskräften benötigte Zeiten zur Ausführung von Arbeiten. Sollzeiten werden dagegen aus früher ermittelten Istzeiten abgeleitet. Ziel der Zeitermittlung wird in der Regel die Findung einer Sollzeit sein, um sie für Kalkulationen oder als Vorgabezeit zu nutzen.
Zur Istzeitenerfassung sieht REFA einerseits Messungen wie Zeitstudie mit Hilfe eines Zeitaufnahmegeräts oder Selbstaufschreibung oder die Befragung vor. Als Methoden, die aus früheren Datenquellen Zeiten schöpfen, werden die Systeme vorbestimmter Zeiten, Planzeiten, Vergleichen und Schätzen sowie Berechnungen genannt.

## Wirtschaftliche Aspekte
Die einer Sollzeit zugrunde liegende Leistung wird als Bezugsleistung bezeichnet, der im Regelfall ein Leistungsgrad von 100 % zugeordnet wird. Dieser Leistungsgrad {\displaystyle L} ergibt sich aus der Gegenüberstellung der Sollzeit {\displaystyle t_{s}} mit der Istzeit {\displaystyle t_{i}}:
{\displaystyle L={\frac {t_{s}}{t_{i}}}\cdot 100\,\%}.
Da Soll- und Istzeit mit Soll- und Istleistung übereinstimmen, drückt der Leistungsgrad das Verhältnis einer beobachteten Ist-Leistung zu einer anzustrebenden Soll-Leistung aus.
Auf dem Arbeitszeitkonto werden Soll- und Istzeit gegenübergestellt.